# Zbýšov (ort i Tjeckien, Mellersta Böhmen)
Zbýšov är en ort i Tjeckien.   Den ligger i regionen Mellersta Böhmen, i den centrala delen av landet, 70 km öster om huvudstaden Prag. Zbýšov ligger 397 meter över havet och antalet invånare är 612.
Terrängen runt Zbýšov är lite kuperad. Runt Zbýšov är det ganska glesbefolkat, med 36 invånare per kvadratkilometer. Närmaste större samhälle är Kutná Hora, 16,4 km norr om Zbýšov. I omgivningarna runt Zbýšov växer i huvudsak blandskog.